# Peugeot (cykelstall)
Peugeot var ett professionellt cykelstall från Frankrike som var aktivt under perioden 1901–1986. Stallet tävlade på cyklar tillverkade av Peugeot.